# Recy
Recy és un municipi francès, situat al departament del Marne i a la regió del Gran Est. L'any 2007 tenia 1.010 habitants.

## Demografia

### Població
El 2007 la població de fet de Recy era de 1.010 persones. Hi havia 376 famílies, de les quals 64 eren unipersonals (16 homes vivint sols i 48 dones vivint soles), 132 parelles sense fills, 164 parelles amb fills i 16 famílies monoparentals amb fills.
La població ha evolucionat segons el següent gràfic:
Habitants censats

### Habitatges
El 2007 hi havia 391 habitatges, 381 eren l'habitatge principal de la família, 3 eren segones residències i 7 estaven desocupats. 384 eren cases i 7 eren apartaments. Dels 381 habitatges principals, 318 estaven ocupats pels seus propietaris, 54 estaven llogats i ocupats pels llogaters i 9 estaven cedits a títol gratuït; 7 tenien dues cambres, 28 en tenien tres, 76 en tenien quatre i 270 en tenien cinc o més. 345 habitatges disposaven pel capbaix d'una plaça de pàrquing. A 129 habitatges hi havia un automòbil i a 233 n'hi havia dos o més.

### Piràmide de població
La piràmide de població per edats i sexe el 2009 era:
| Homes | Edats   | Dones |
| ----- | ------- | ----- |
| 0     | 95 o +  | 0     |
| 0     | 90 a 94 | 4     |
| 0     | 85 a 89 | 0     |
| 4     | 80 a 84 | 0     |
| 8     | 75 a 79 | 12    |
| 4     | 70 a 74 | 8     |
| 32    | 65 a 69 | 12    |
| 28    | 60 a 64 | 36    |
| 28    | 55 a 59 | 40    |
| 48    | 50 a 54 | 32    |
| 32    | 45 a 49 | 44    |
| 44    | 40 a 44 | 48    |
| 20    | 35 a 39 | 40    |
| 20    | 30 a 34 | 16    |
| 32    | 25 a 29 | 28    |
| 24    | 20 a 24 | 12    |
| 48    | 15 a 19 | 60    |
| 28    | 10 a 14 | 32    |
| 40    | 5 a 9   | 24    |
| 32    | 0 a 4   | 28    |

## Economia
El 2007 la població en edat de treballar era de 658 persones, 478 eren actives i 180 eren inactives. De les 478 persones actives 455 estaven ocupades (235 homes i 220 dones) i 23 estaven aturades (13 homes i 10 dones). De les 180 persones inactives 91 estaven jubilades, 43 estaven estudiant i 46 estaven classificades com a «altres inactius».

### Ingressos
El 2009 a Recy hi havia 393 unitats fiscals que integraven 1.033,5 persones, la mediana anual d'ingressos fiscals per persona era de 21.788 €.

### Activitats econòmiques
Dels 20 establiments que hi havia el 2007, 1 era d'una empresa extractiva, 2 d'empreses alimentàries, 3 d'empreses de fabricació d'altres productes industrials, 6 d'empreses de construcció, 2 d'empreses de comerç i reparació d'automòbils, 1 d'una empresa de transport, 1 d'una empresa financera, 2 d'empreses immobiliàries i 2 d'empreses de serveis.
Dels 6 establiments de servei als particulars que hi havia el 2009, 1 era un establiment de lloguer de cotxes, 2 paletes, 2 fusteries i 1 lampisteria.
L'únic establiment comercial que hi havia el 2009 era una fleca.
L'any 2000 a Recy hi havia 16 explotacions agrícoles que ocupaven un total de 1.638 hectàrees.

## Equipaments sanitaris i escolars
El 2009 hi havia 2 escoles maternals i 1 escola elemental.

## Poblacions més properes
El següent diagrama mostra les poblacions més properes.